# Georgios Ikonomou
Georgios Ikonomou (griechisch Γεώργιος Οικονόμου  oder George Economou; * 1953 in Athen) ist ein griechischer Reeder und Kunstsammler. Die Forbes-Liste der reichsten Unternehmer weltweit führte Ikonomou 2008 auf Platz 707. Laut einer Erhebung von 2007 ist er der viertgrößte griechische Reeder (sowohl in Tonnage, als auch an Anzahl der Schiffe) und der zweitgrößte Besitzer an Panamax-Schiffen weltweit.

## Leben
Ikonomou studierte am MIT Schiffbau und begann seine berufliche Laufbahn als Superintendent Engineer der Reederei Thenamaris Ship Management der Familie Martinos. 1986 bis 1991 beteiligte er sich an verschiedenen Reedereien und gründete 1991 Cardiff Marine Inc. sowie später DryShips Inc., die seit Februar 2005 im NASDAQ notiert sind, und DryTank. 1997 verlegte er den Firmensitz seiner Unternehmen von Piräus nach Marousi.
Seit 2006 begann Ikonomou eine Kunstsammlung anzulegen, die von Dimitri Gravanis und von Irini Dimitrakopoulou verwaltet wird. Insgesamt zählt die Sammlung 2000 Werke vornehmlich deutscher Künstler wie Christian Schad, George Grosz aber auch weniger bekannter Künstler wie Werner Schramm. Der Staatlichen Graphische Sammlung München überließ er 2010 rund 500 druckgraphische Blätter von Otto Dix als Leihgabe.
Zur Eröffnung der neuen Räume der Kommunalen Galerie Athen wurde erstmals ein Überblick aus der George Economou Collection gezeigt.